# Église Saint-Côme d'Aiguillon
L'église Saint-Côme est située à Aiguillon, dans le département de Lot-et-Garonne, en France.

## Localisation
L'église Saint-Côme est située dans le quartier Saint-Côme, place du Fanom, à Aiguillon, dans le département de Lot-et-Garonne, en France.

## Historique
Un castellum du Haut-Empire était implanté à Saint-Côme. Une voie romaine passait à proximité.
L'église a été construite dans la première moitié du XIIe siècle pour un prieuré qui dépendait de l'abbaye bénédictine de Clairac. Ce prieuré a été cité au XIVe siècle dans une lettre du pape Clément V.
Un clocher-pignon avec deux baies campanaires a été ajouté en 1644.
En 1896 des fouilles sont entreprises à l'emplacement du porche et du clocher-pignon du XVIIe siècle qui sont démolis pour construire l'allongement de la nef et le clocher actuel. Ces fouilles ont permis de trouver de fûts de colonnes et un chapiteau en marbre blanc.
L'église Saint-Côme a été inscrite au titre des monuments historiques en 1925,.

## Description
Le chœur a un plan trilobé comparable à celui de l'église prieurale de Sainte-Livrade. L'abside semi-circulaire est voûtée en cul-de-four et s'engage dans deux fausses abside donnant un avant-chœur semi-circulaire donnant sur une travée de la nef dont les voûtes d'ogives sont en briques.